# Sciuro-hypnum populeum

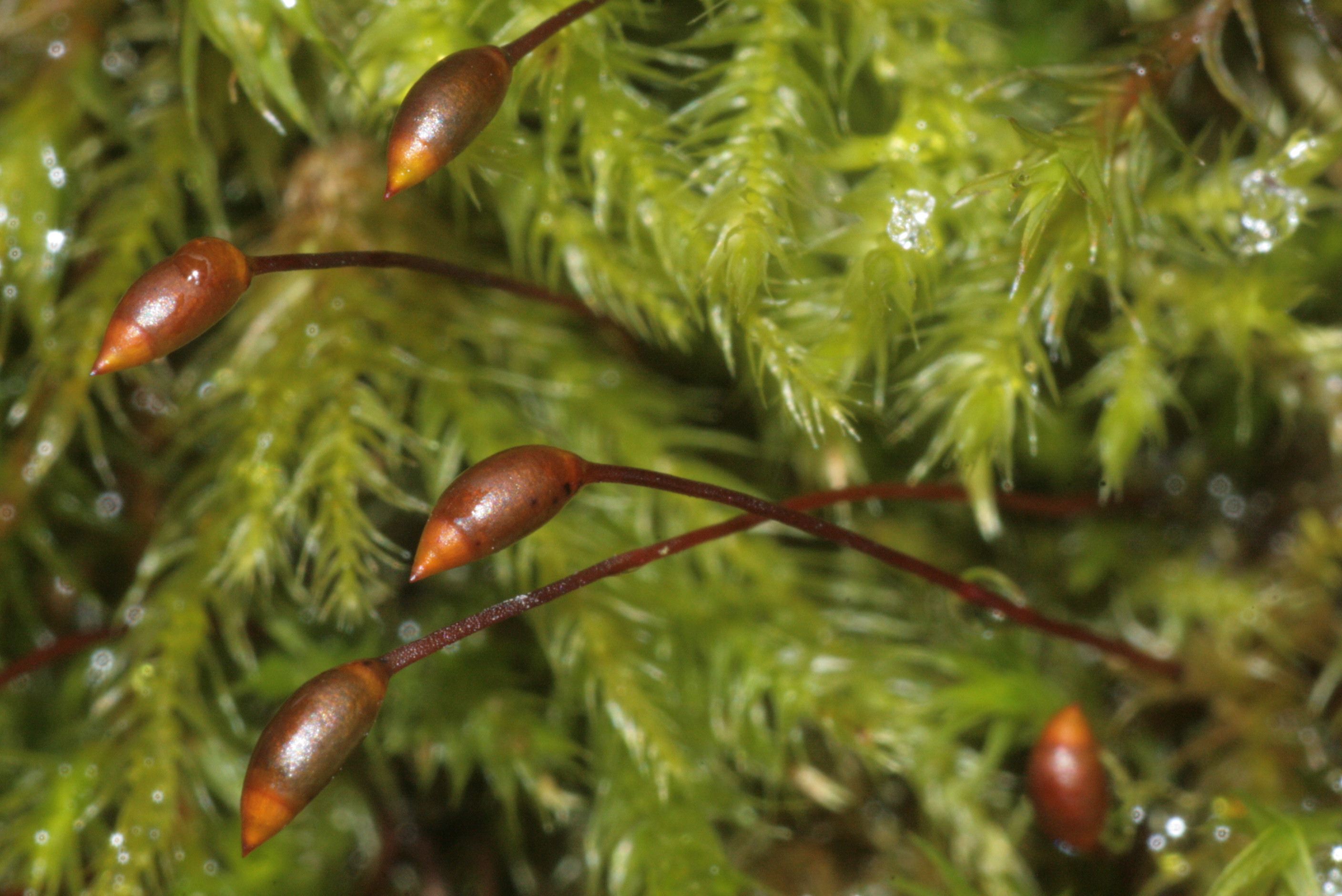
Sporenkapseln

Sciuro-hypnum populeum (Synonym Brachythecium populeum (Hedw.) Schimp.) ist eine Laubmoos-Art aus der Familie Brachytheciaceae. 

## Merkmale
Dieses Moos bildet weiche, hellgrüne bis grüne, oft ausgedehnte Rasen. Die kriechenden Stämmchen haften mit braunen büscheligen Rhizoiden an der Unterlage fest und sind fast fiederig verzweigt. Die schlanken, meist unverzweigten und gegen die Spitze zu dünner werdenden Äste sind etwa 0,5 bis 1 Zentimeter lang. Stämmchenblätter sind 1,6 bis 2,1 Millimeter lang, aus eiförmiger Basis pfriemenförmig zugespitzt, nicht oder kaum faltig und leicht hohl, die Blattbasis am Stämmchen wenig herablaufend, der Blattrand flach oder im unteren Teil umgerollt, mit an der Spitze gesägtem Rand und einfacher, bis in die Blattspitze reichender Rippe. Astblätter sind etwas schmäler und kürzer als die Stämmchenblätter. Im trockenen Zustand sind die Blätter anliegend, feucht aufrecht-abstehend.
Die linear-rhombischen Laminazellen sind in der Blattmitte 32 bis 56 µm lang und 5 bis 8 µm breit, an der Blattbasis kürzer und breiter, rechteckig bis quadratisch. Die Zellen der Blattbasis und der Blattflügel sind kaum verschieden.
Das Moos ist monözisch und fruchtet häufig. Die 1 bis 1,5 Zentimeter lange Seta ist unten glatt und oben warzig-rau, die Sporenkapsel ist geneigt, elliptisch, hochrückig oder symmetrisch, der Kapseldeckel spitzkegelig. Die fein-papillösen Sporen sind 14 bis 18 µm groß und reifen im Winter.

## Ökologie
Sciuro-hypnum populeum wächst an meist schattigen Standorten, besonders in luftfeuchten Wäldern, auf basenreichem Gestein oder selten auf Gneis, weiters gerne auf Mauern und Beton sowie auf Borke am Stammgrund von Laubbäumen. Häufig ist es vergesellschaftet mit anderen Moosen wie Brachythecium rutabulum, Hypnum cupressiforme, Anomodon attenuatus, Homalia trichomanoides oder Cirriphyllum crassinervium.

## Verbreitung
Die weltweite Verbreitung umfasst besonders die gemäßigten Zonen der nördlichen Hemisphäre. Neben Europa kommt es in Teilen Asiens, in Nordamerika und in Nord-, Zentral- und Südafrika vor.